# Capella (csillag)

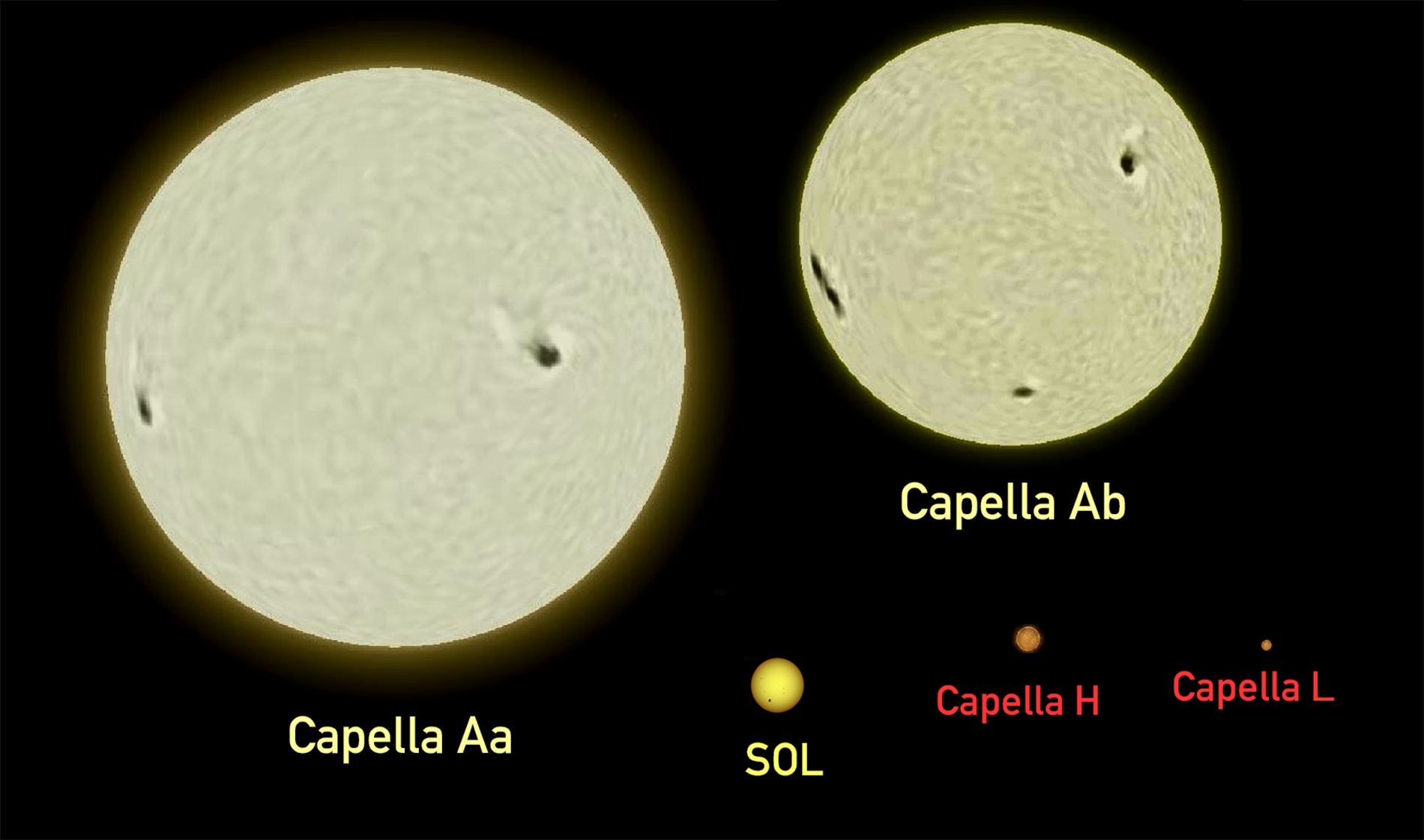
A Nap (alul középen) és a Capella csillagok méretének összehasonlítása

A Capella (α Aurigae, Alpha Aurigae, Alfa Aurigae) a Szekeres csillagkép főcsillaga, az égbolt hatodik legfényesebb csillaga. A Föld nagy részéről látható.
A legfényesebb száz csillag között az egyetlen olyan, ami a G-színképtípusba tartozik, akárcsak a mi Napunk.

## Leírása
Valójában, ahogy a legfényesebb csillagok esetében nem szokatlan, két csillagról van szó, amik fényét egynek látjuk. Ugyancsak nem szokatlan a legfényesebb csillagok között, hogy a két csillag meglehetősen hasonló egymáshoz (ebben az esetben a Capella A és Capella B). Gyakorlatilag ikrek, szélességük tízszerese a Napénak. A két csillag egymás körül 100 millió km távolságra kering, 104 nap alatt. Ez alapján kiszámítható, hogy tömegük egyenként 2,5 naptömeg, bár a fényesebb (a Capella A) kicsivel nagyobb tömegű. A Capella A fényessége a Napénak 80-szorosa, a Capella B-é 50-szerese. A Capella 42 fényéves távolságát figyelembe véve a fényességük 0,6 és 1,1 (az A és B). Együttes fényerejük +0,08 (ami 0,05-dal halványabb, mint a Vega). Az égbolton a hatodik legfényesebb csillagnak számít.
A Capella nem számít vizuális kettősnek, tehát a két fő csillag fénye a távcsövekben nem különül el. Azt, hogy két csillagból áll, spektroszkópiai mérések alapján fedezték fel.
Mint több más a legfényesebb csillagok között, a Capella rendszerben is van két távoli vörös törpe. Ebben az esetben egy tízes fényrendű objektum és egy kb. tizenkettes fényrendű, a Capella AB-tól délkeletre. Távolságuk az AB csillagoktól 11 000 CsE és sajátmozgásuk azonos azokéval. Mivel a felfedezésük idejére a C és G betűket már kiosztották más, nem kapcsolódó csillagok számára, a vörös törpék a Capella Ha és Hb nevet viselik. Ezek átmérője fele (Ha), illetve negyede (Hb) a Napénak. Együttes fényerejük a Nap fényességének 1%-a. A vörös törpék egymás körüli keringése 388 év.
G-színképtípusú, sárga fényű csillag (az A és B), ahogy a Napunk is. A legfényesebb száz csillag között nincs még egy G-színképtípusú. A Capella esetén nehéz elválasztani egymástól a két fő csillag fényét, ezért besorolásuk némileg bizonytalan: az egyik szakértő az A és B csillagokat G8 és G0 osztályokba sorolja, a másik G6-ba és G2-be. Napunk is G2 spektrális osztályú. Napunk fényessége alapján V osztályú, fősorozatbeli sárga törpe. A Capella A és B fényessége III osztályú, mindketten sárga óriások. Mindkettő elhasználta már a hidrogénkészletét, és a jelenleg zajló felfúvódási folyamat végén (ami néhány millió évig tart) vörös óriásokká válnak. James Kaler szakértő szerint a kissé nagyobb tömegű (és ennek megfelelően későbbi fejlődési fázisban járó) Capella A nagy valószínűséggel megkezdte a hélium átalakítását szénné, a Capella B a hélium mag összehúzódásánál tart, a héliumátalakítási folyamat még nem indult be nála.
A múltban a Capella A és B fősorozatbeli, A-színképosztályú csillag lehetett.

## Történetei
A Capella hagyományosan a csillagkép fő alakjának, a szekeresnek a bal vállát jelzi. Klaudiosz Ptolemaiosz Almageszt-je szerint a Capella a kecske a szekeres hátán. A római mitológiában a Jupitert tápláló Amaltheia kecske. Ennek a kecskének a szarvát törte le véletlenül Jupiter, amit bőségszaruvá formált (ami mindig tele van azzal, amit tulajdonosa óhajt).
Cornelius Agrippa a csillag kabbalisztikus jelét  a Hircus névvel illette (latinul: kecske).

## Nevének eredete
A capella latin szó, jelentése: kis nősténykecske. Az ókori görögök „Aix” néven ismerték. Három és négymagnitúdós csillagok által alkotott kis háromszöget a Capellától délnyugatra 3°-5°-ra „gidák”-nak neveztek.
Vitatják, hogy a Capellát említik-e akkád feliratok, amik i.e. 2000 körül készültek. A híres ókori egyiptomi „denderai állatöv”-ben már említve van.
Allen szerint a Capella fontos szerepet játszott a Ptah istennek szentelt templomokban az ókori Egyiptomban.
A Capellát „a pásztorok csillagának” nevezték az angol költők, valamint az ókori peruiak és kecsuák is, akik a Colca névvel illették. Hasonló elképzelésük volt a Capelláról a korai araboknak is, akik szintén egy nyáj felügyelőjének tartották, és az Al Rakib nevet adták neki (jelentése: a hajtó). Ezt azzal magyarázza R. H. Allen, hogy „mivel a Capella messze északon volt található, és a többi csillag előtt kelt fel, ezért kézenfekvő volt, hogy ő vezeti és vigyázza a többieket”. A korai arabok által adott másik neve Al Hadi volt („az énekes”), aki tevék csoportját üdvözli (amik ebben az esetben a Fiastyúk csillagkép). A Fiastyúk körülbelül ugyanakkor kelt fel akkoriban Arábiában, mint a Capella.
Az ókori Indiában a Capella szent csillagnak számított, neve Brahma Ridaya (Brahma szíve) volt.

## Megfigyelése
A Capella a hatodik legfényesebb csillag, ami az égbolton látható. Télen ez a második legfényesebb látható csillag a Szíriusz után. Európában a megfigyelő feje felett található, Közép-Európában a zenittől alig 1 fokra delel. Az első fényrendű – 0 magnitúdónál halványabb, de 1 magnitúdónál fényesebb – csillagok közül ez a legészakibb helyzetű.
Az északkeleti égbolton a nyarat kivéve a többi három évszakban mindenhol megfigelhető, az é.sz. 45° környékétől északra egész évben látható, vagyis cirkumpoláris, például Magyarország földrajzi szélességéről. Ugyanakkor a d. sz. 45° környékétől délre soha nem látható. Szeptemberi-októberi estéken, az őszi nap-éj egyenlőség idején az észak-északkeleti horizont közelében látható, november–december folyamán már magasabban látszik. Januártól egyre magasabbra hág az északkeleti-keleti horizont fölé, márciusban már a zenit közelében látható, áprilistól júniusig pedig magasan a nyugati majd északnyugati horizont fölött figyelhetjük meg az esti szürkület idején, júliusi esték a legkevésbé alkalmasak a csillag megfigyelésére.
Nyáron gyakran éjszakai világító felhők társaságában látható.
A Capella A és B látszó távolsága egymástól 0,04" (ívmásodperc), azonban a Földön nincs olyan hely, ahol a légkör zavaró hatása elég kicsi lenne a vizuális felbontáshoz. Azok a fényképek, amik mindkét csillagot ábrázolják, interferometriai módszerekkel készültek.

## Érdekességek
- Azt lehetne gondolni, hogy a csillag neve és az „a capella” éneklési mód kapcsolatban lehet egymással. Valójában ez utóbbi helyes írásmódja „a cappella”, ami olasz kifejezés, és jelentése: „mint a kápolnában”, és a zeneszerszámok nélküli, jellemzően többszólamú éneklésre utal.
- A Capella volt a földi égbolt legfényesebb csillaga i.e. 210 000 évtől kezdve i.e. 160 000-ig. Előtte az Aldebaran viselte ezt a címet, a Capellát a Canopus követte (őt pedig a jelenleg is legfényesebb Szíriusz). A Capella a legnagyobb fényességét nem sokkal az előtt érte el, hogy a Földről látható legfényesebb csillaggá lépett elő, ez i.e. 240 000 körül volt, amikor mindössze 28 fényév távolságban volt a Földtől (a jelenlegi távolság 42 fényév).
- A Capella A és B közeléből a Ha és Hb csillagok egyetlen narancsszínű pontnak látszanának, ami valamivel fényesebb lenne, mint a Földről megfigyelt Szíriusz. A Ha és Hb közeléből a Capella A és B fenséges látványt nyújtana, majdnem olyan fényességet nyújtva, mint a telihold a Földön.

## Megjelenése a kultúrában
- A 19. században Alfred Tennyson a „Maud” című versében a Capelláról úgy írt, mint „dicsőséges korona”.
- A Star Trek negyedik tévés epizódja (1967), a „Friday’s Child” (=péntek gyermeke) a Capella IV bolygón játszódik.
- Starship Troopers (1959), Robert A. Heinlein regénye. A Nap és a Capella közötti távolsággal illusztrálják a „Cserenkov meghajtás”-sal közlekedő űrhajók sebességét.
- Frontier: Elite II (1993) és Frontier: First Encounters (1995) videojátékok (készítette David Braben és mások): a Capella körül több kolónia létezik a különböző holdakon, valamint számos űrállomás a legnagyobb csillag körül. A csillagkikötők ellenére a rendszer lakossága csak mintegy 10 000 fő.

## Fordítás
Ez a szócikk részben vagy egészben  a   Capella (star) című angol Wikipédia-szócikk fordításán alapul.  Az eredeti cikk szerkesztőit annak laptörténete sorolja fel. Ez a jelzés csupán a megfogalmazás eredetét és a szerzői jogokat jelzi, nem szolgál a cikkben szereplő információk forrásmegjelöléseként.